# Lolita Davidovich
Lolita Davidovich (ur. 15 lipca 1961 w London, Kanada) – kanadyjska aktorka serbskiego pochodzenia. Poślubiła Rona Sheltona. Ma córkę Valentinę.

## Filmografia
Filmy fabularne
- 2007: Wrześniowy świt (September Dawn) jako Nancy Dunlap
- 2006: Zabij swoich ukochanych (Kill Your Darlings) jako Lola
- 2006: Bye Bye Benjamin jako Janet
- 2003: Wydział zabójstw, Hollywood (Hollywood Homicide) jako Cleo Ricard
- 2002: Policja (Dark Blue) jako Sally Perry
- 2001: Sędzia (The Judge) jako Catherine Rosetti
- 2001: Śnieg w sierpniu (Snow In August) jako Kate Devlin
- 1999: Kumpel do bicia (Play It to The Bone) jako Grace Pasic
- 1999: Mystery, Alaska jako Mary Jane Pitcher
- 1999: Cztery dni (Four Days) jako Chrystal
- 1999: Dotknięci (Touched) jako Sylvie
- 1999: No Vacancy jako Constance
- 1998: Bogowie i potwory (Gods and Monsters) jako Betty
- 1997: Santa Fe jako Eleanor Braddock
- 1997: Z dżungli do dżungli (Jungle 2 Jungle) jako Charlotte
- 1997: Dotyk (Touch) jako Antoinette Baker
- 1997: Śmiertelna cisza (Dead Silence) jako detektyw Sharon Foster
- 1996: Wyspa łosi (Salt Water Moose) jako Eva Scofield
- 1996: Żniwo ognia (Harvest of Fire) jako Sally Russell
- 1996: Jake's Women jako Sheila
- 1995: Koniec niewinności (Now and Then) jako Gina Antonelli
- 1995: Na dobre i złe (For Better or Worse) jako Valeri Carboni
- 1995: Świadek oskarżenia (Indictment: The McMartin Trial) jako Kee McFarlane
- 1994: Na rozstaju (Intersection) jako Olivia Marshak
- 1994: Cobb jako Ramona
- 1993: Punkt zapalny (Boiling Point) jako Vikki Dunbar
- 1993: Younger i Younger (Younger and Younger) jako Penny
- 1992: Cudotwórca (Leap of Faith) jako Marva
- 1992: Mój brat Kain (Raising Cain) jako Ruby
- 1992: Reszty nie trzeba (Keep the Change) jako Ellen Kelton
- 1991: Wewnętrzny krąg (The Inner Circle) jako Anastasia
- 1991: JFK jako Beverly Oliver
- 1991: Piękny obiekt pożądania (The Object of Beauty) jako Joan
- 1991: Prison Stories: Women on the Inside jako Lorretta
- 1989: Blaze jako Blaze Starr
- 1987: Wielkie miasto (The Big Town) jako Striptizerka
- 1987: Różowe klejnoty (The Pink Chiquitas) jako Pink Chiquita
- 1987: Zwariowana noc (Adventures in Babysitting) jako Sue Ann
- 1986: Słaba strona (Blindside) jako Adele
- 1986: Rekruci (Recruits) jako Susan
- 1983: Klasa (Class) jako dziewczyna w motelu

Seriale telewizyjne
- 2008: ZOS: Zone of Separation jako Mila Michailov
- 2007: State of Mind jako Cordelia Banks
- 2007: Quarterlife jako Mindy Krieger
- 2004: The L Word jako Francesa Wolffe (gościnnie)
- 2002–2005: 11. godzina (The Eleventh Hour) jako Veronica Allery (gościnnie)
- 2002: Detektyw Monk (Monk) jako Natasha Lovara (gościnnie)
- 2001–2003: Tajne akcje CIA (The Agency) jako Avery Pohl
- 2001–2004: Obrońca (The Guardian) jako Victoria Little (gościnnie)
- 1997–2004: Kancelaria adwokacka (The Practice) jako Cassie Ray (gościnnie)
- 1987–1990: Friday the 13th jako Christy (1989) (gościnnie)